# Camillina samariensis
Camillina samariensis är en spindelart som beskrevs av Müller 1988. Camillina samariensis ingår i släktet Camillina och familjen plattbuksspindlar.
Artens utbredningsområde är Colombia. Inga underarter finns listade.